# يوهان فريدريش بفاف
يوهان فريدريش بفاف (بالألمانية: Johann Friedrich Pfaff) هو عالم رياضيات ألماني.

## وصلات خارجية
- يوهان فريدريش بفاف على موقع الموسوعة البريطانية (الإنجليزية)